# Liste der Monuments historiques in Butten
Die Liste der Monuments historiques in Butten führt die Monuments historiques in der französischen Gemeinde Butten auf.

## Liste der Bauwerke
| Bezeichnung  | Beschreibung                                                                              | Standort                         | Kennzeichnung | Schutzstatus | Datum | Bild           |
| ------------ | ----------------------------------------------------------------------------------------- | -------------------------------- | ------------- | ------------ | ----- | -------------- |
| Heidenkirche | Pfarrkirche des wüstgefallenen Ortes Birsbach; im 14. Jahrhundert erbaut, seit 1575 Ruine | östlich des Ortes im Wald (Lage) | PA67000001    | Inscrit      | 1996  | weitere Bilder |

## Liste der Objekte
| Bezeichnung                | Beschreibung                  | Standort                              | Kennzeichnung | Schutzstatus | Datum | Bild |
| -------------------------- | ----------------------------- | ------------------------------------- | ------------- | ------------ | ----- | ---- |
| Orgel                      | 1860 von Martin Wetzel gebaut | in der protestantischen Kirche (Lage) | PM67001001    | Classé       | 1981  |      |
| Instrumentalteil der Orgel | 1860 von Martin Wetzel gebaut | in der protestantischen Kirche (Lage) | PM67000036    | Classé       | 1981  |      |